# Rok Tršan
Rok Tršan (* 28. August 1992 in Ljubljana) ist ein ehemaliger slowenischer Biathlet, vormaliger Skilangläufer und heutiger Biathlontrainer. Er nahm an den Olympischen Spielen 2022 teil.

## Sportliche Laufbahn

### Skilanglauf
Rok Tršan begann seine Karriere als Skilangläufer und gab schon 2007 im Alter von 14 Jahren sein Debüt im Alpencup, zusätzlich startete er in Junioren- und FIS-Rennen. Erste internationale Meisterschaften wurden das Europäische Olympische Jugendfestival 2009 in Szczyrk, wo ein 16. Platz über 10 Kilometer Freistil das beste Ergebnis war. Derselbe Rang in der Verfolgung war auch ein Jahr später bei den Juniorenweltmeisterschaften in Hinterzarten erstes Ergebnis. 2011 verpasste er in Otepää als Viertplatzierter in der Verfolgung nur um drei Sekunden gegen den Finnen Perttu Hyvärinen den Gewinn der Bronzemedaille. Gut einen Monat später trat der Slowene in Oslo erstmals bei den Nordischen Skiweltmeisterschaften an. In der norwegischen Hauptstadt belegte Tršan im Teamsprint den 17. Platz, beendete das Verfolgungsrennen aber nicht. 2012 nahm er in Erzurum erneut an den Juniorenweltmeisterschaften teil, erreichte aber keine Platzierungen unter den besten 30.
Im November 2012 debütierte der Slowene in Gällivare bei einem 15-Kilometer-Freistilrennen im Skilanglauf-Weltcup und wurde 85. Bei den Nordischen Skiweltmeisterschaften 2013 im Val di Fiemme wurde er mit Boštjan Klavžar 24. im Teamsprint und verpasste als 63. der Sprintqualifikation das Finale der besten 30. In der Saison 2013/14 kam Tršan vermehrt im Weltcup zum Einsatz, ein 42. Platz in seinem letzten Rennen, einem 15-Kilometer-Massenstartrennen im klassischen Stil, wurde in Szklarska Poręba zu seinem besten Resultat. Parallel startete er mehrfach im Alpencup und erreichte auf dieser Ebene erstmals im Januar 2013 in Oberwiesenthal, weiterhin im Jahr darauf in Rogla einen Podestplatz, beide Male im Sprint. Seinen letzten Auftritt im Skilanglauf hatte der Slowene im Juli 2016 im Rahmen des Rollerskiweltcups und belegte in Oroslavje im Sprint Rang 20.

### Biathlon

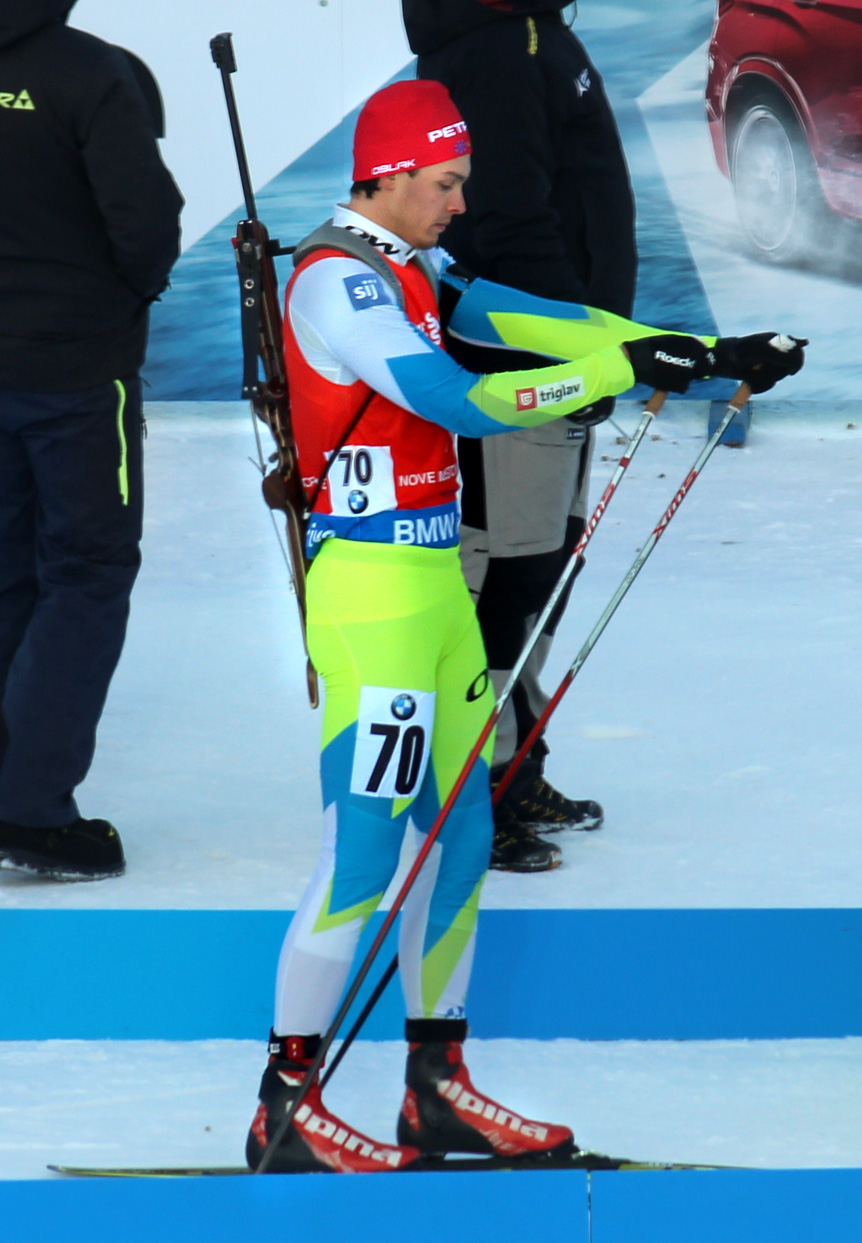
Tršan 2015 in Nové Město na Moravě

Nach einem Streit mit seinem Verband wechselte Tršan noch während der fortgeschrittenen Vorbereitungsphase auf die Saison 2014/15 zum Biathlonsport. Ohne lange Vorbereitungszeit stieg er in den Nationalkader auf, erlernte das Schießen in sehr kurzer Zeit und zeigte sich schnell als talentierter Schütze. Schon zum Auftakt der Saison erfolgte das Debüt im IBU-Cup, bei dem er in Beitostølen 55. und 62. in Sprintrennen wurde. In Hochfilzen folgte das erste Sprintrennen im Weltcup, das er als 76. beendete. In Oberhof kam er zu seinem ersten Staffeleinsatz, verpasste aber mit Klemen Bauer, Janez Marič und Lenart Oblak bei schwierigen Bedingungen, die der unerfahrene Tršan von allen Mitgliedern seiner Staffel am besten meistern konnte und nur drei Nachlader benötigte, während alle anderen drei Starter eine Strafrunde laufen mussten, als Elfter knapp eine erste Top-Ten-Platzierung. Diese erreichte er eine Woche später mit Bauer, Marič und Jakov Fak als Siebtplatzierter des Staffelrennens.
Am Saisonende startete er erstmals bei den Weltmeisterschaften und wurde 71. im Sprint, sein bestes Saisonergebnis erzielte er als 52. des Sprints in Antholz. Im Winter 2015/16 konnte Tršan nicht besonders überzeugen, trotzdem nahm er erneut an den Weltmeisterschaften teil und gewann als 33. des Einzelwettkampfes seine ersten Weltcuppunkte. Ähnliche Ergebnisse brachte auch die Saison 2016/17, der Slowene erreichte zwei Verfolgungsrennen und lief in Kontiolahti als 39. der Verfolgung einmal in die Punkteränge. Aufgrund einer Rückenverletzung konnte er daraufhin im Winter 2017/18 keinen einzigen Wettkampf bestreiten.
Zum Winter 2018/19 kam Tršan zurück in den Weltcup, kam aber im Saisonverlauf in keinem Rennen unter die besten 40. Einen starken Auftritt hatte er jedoch im Männerstaffelrennen im Rahmen der Weltmeisterschaften 2019 in Östersund; Tršan übernahm auf Rang fünf von Klemen Bauer, blieb am Schießstand ohne Nachlader und führte das Team auf ebendieser Position über die Ziellinie. Seine erfolgreichste Saison absolvierte der 27-Jährige 2019/20. In Le Grand-Bornand verbesserte er sich im Verfolger dank fehlerfreier Schießleistung von Rang 47 auf 25 und erzielte somit sein generell bestes Weltcupergebnis, gleiches Resultat gelang ihm im Verfolgungswettkampf der Weltmeisterschaften, wobei er dort schon im vorangegangenen Sprint Platz 29 belegt hatte. Mit der Staffel lief er fünfmal unter die besten Zehn, wieder sprang dabei bei der WM Rang fünf heraus. Die Saison 2020/21 beendete der Slowene mit einem Punktgewinn, im Sprint von Hochfilzen resultierte Rang 27. In Nové Město na Moravě überraschten die slowenischen Herren im Staffelwettkampf einmal mehr; Tršan agierte erneut als Schlussläufer und überquerte, nachdem er im Zielsprint Émilien Jacquelin hinter sich lassen hatte können, auf Rang vier die Ziellinie – dem zweitbesten Ergebnis einer slowenischen Männermannschaft in der Geschichte des Weltcups.
Auch 2021/22 ergatterte Tršan, als 34. im Sprint von Otepää, einmal Weltcuppunkte, am gleichen Ort lief er zudem an der Seite von Nika Vindišar auf Rang sieben im Single-Mixed-Wettkampf. Sein Saison- und Karrierehöhepunkt war aber sicherlich die Teilnahme an den Olympischen Spielen 2022, in deren Rahmen der Slowene immerhin Rang 54 im Einzel erreichte. Im Winter 2022/23 bestritt er mehrere Staffelrennen, lief erneut einmal unter die Top 40 und mit Lena Repinc, Polona Klemenčič und Miha Dovžan auf Rang 12 im Mixedrennen der Weltmeisterschaften.
Im Zuge der Kadereinteilung des slowenischen Verbandes für die Saison 2023/24 fand sich Tršan nicht in der Nationalmannschaft wieder. Erst am Ende des Jahres gab er in einem Interview mit dem slowenischen Portal siol.net offiziell bekannt, aus Motivationsgründen seine Laufbahn als Leistungssportler im Frühjahr 2023 beendet zu haben. Mittlerweile arbeitet er im Verband als Cheftrainer des Nachwuchsteams der Frauen.

## Leistungen in den Teildisziplinen
Trotz seiner Herkunft aus dem Langlaufsport war Tršan Zeit seiner Karriere ein deutlich besserer Schütze als Läufer. Vor allem am Schießstand entwickelte er sich von den Anfängen seiner Biathlonkarriere, wo seine Trefferquote bei durchschnittlich etwa 75 % lag, zu einem exzellenten Schützen, womit er beispielsweise in der Saison 2021/22 auf eine Quote von 92 % kam und damit bester Athlet mit mindestens zehn Rennteilnahmen im Starterfeld war. Im Gegensatz dazu ließ seine Laufstärke über die Jahre nach, sodass er gerade in den letzten Saisons nicht zu den 100 schnellsten Athleten im Weltcupfeld gehörte.

## Statistik

### Weltcupplatzierungen
Die Tabelle zeigt alle Platzierungen (je nach Austragungsjahr einschließlich Olympische Spiele und Weltmeisterschaften).
- 1.–3. Platz: Anzahl der Podiumsplatzierungen
- Top 10: Anzahl der Platzierungen unter den ersten zehn (einschließlich Podium)
- Punkteränge: Anzahl der Platzierungen innerhalb der Punkteränge (einschließlich Podium und Top 10)
- Starts: Anzahl gelaufener Rennen in der jeweiligen Disziplin
- Staffel: inklusive Mixed- und Single-Mixed-Staffeln

| Platzierung         | Einzel | Sprint | Verfolgung | Massenstart | Staffel | Gesamt |
| ------------------- | ------ | ------ | ---------- | ----------- | ------- | ------ |
| 1. Platz            |        |        |            |             |         |        |
| 2. Platz            |        |        |            |             |         |        |
| 3. Platz            |        |        |            |             |         |        |
| Top 10              |        |        |            |             | 19      | 19     |
| Punkteränge         | 2      | 3      | 4          |             | 47      | 56     |
| Starts              | 18     | 59     | 20         |             | 47      | 144    |
| Stand: Karriereende |        |        |            |             |         |        |

### Weltcupwertungen

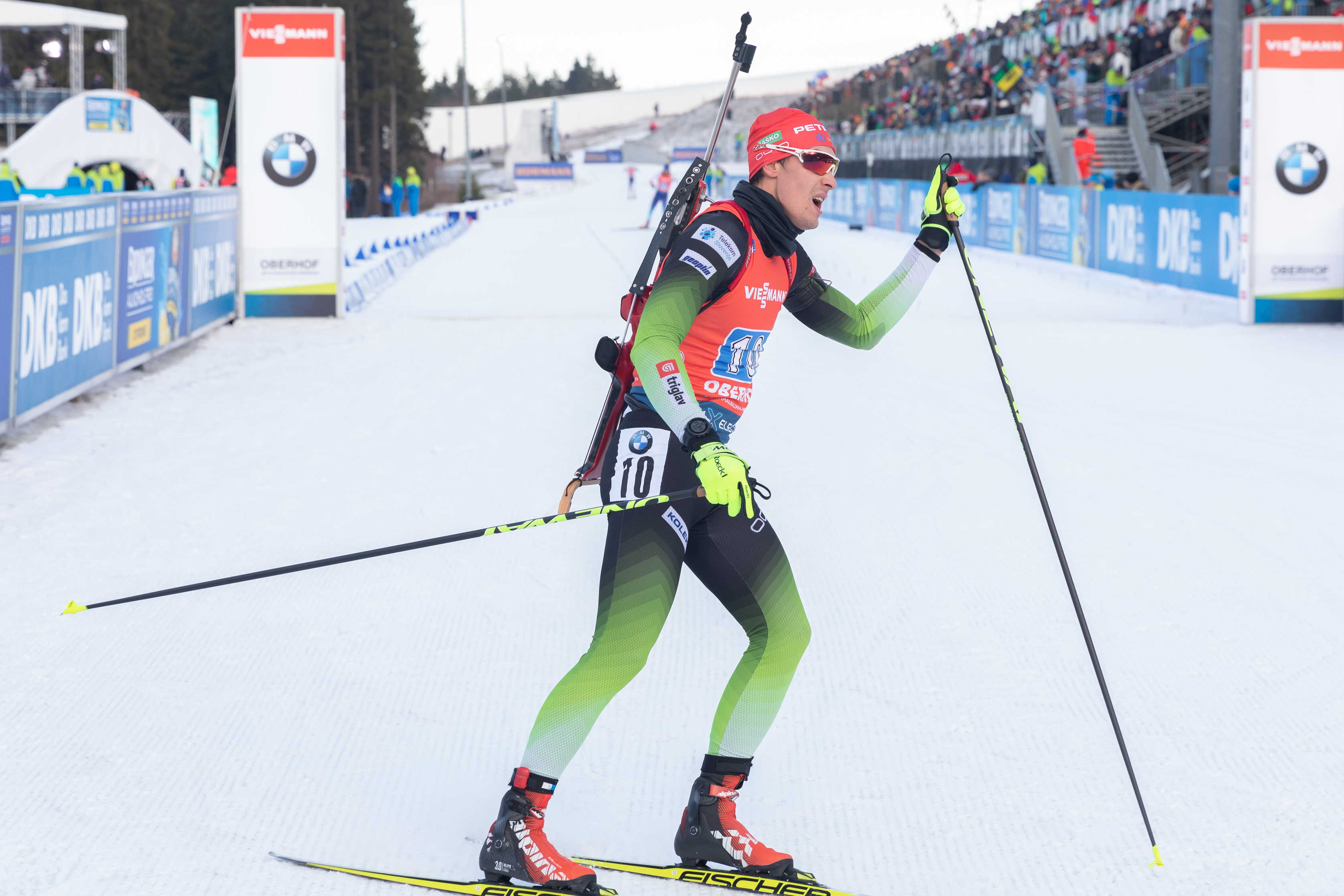
Tršan nach dem Staffelrennen beim Weltcup in Oberhof im Januar 2020

Ergebnisse bei Biathlon-Weltcups (Disziplinen- und Gesamtweltcup) gemäß Punktesystem
| Saison  | Einzel | Einzel | Sprint | Sprint | Verfolgung | Verfolgung | Massenstart | Massenstart | Gesamt | Gesamt |
| Saison  | Platz  | Punkte | Platz  | Punkte | Platz      | Punkte     | Platz       | Punkte      | Platz  | Punkte |
| ------- | ------ | ------ | ------ | ------ | ---------- | ---------- | ----------- | ----------- | ------ | ------ |
| 2015/16 | 56.    | 8      | –      | –      | –          | –          | –           | –           | 92.    | 8      |
| 2016/17 | –      | –      | –      | –      | 83.        | 2          | –           | –           | 105.   | 2      |
| 2019/20 | 56.    | 10     | 70.    | 12     | 35.        | 42         | –           | –           | 57.    | 64     |
| 2020/21 | –      | –      | 69.    | 14     | –          | –          | –           | –           | 83.    | 14     |
| 2021/22 | –      | –      | 86.    | 7      | –          | –          | –           | –           | 93.    | 7      |
| 2022/23 | 54.    | 10     | –      | –      | –          | –          | –           | –           | 83.    | 10     |

### Olympische Winterspiele
Ergebnisse bei Olympischen Winterspielen:
|                                        | Einzelwettbewerbe | Einzelwettbewerbe | Einzelwettbewerbe | Einzelwettbewerbe | Staffelwettbewerbe | Staffelwettbewerbe |
| Einzel                                 | Sprint            | Verfolgung        | Massenstart       | Herrenstaffel     | Mixedstaffel       |                    |
| -------------------------------------- | ----------------- | ----------------- | ----------------- | ----------------- | ------------------ | ------------------ |
| Olympische Winterspiele 2022 \| Peking | 54.               | 86.               | –                 | –                 | 11.                | –                  |

### Biathlon-Weltmeisterschaften
Ergebnisse bei Weltmeisterschaften:
| Weltmeisterschaften | Weltmeisterschaften | Einzelwettbewerbe | Einzelwettbewerbe | Einzelwettbewerbe | Einzelwettbewerbe | Staffelwettbewerbe | Staffelwettbewerbe | Staffelwettbewerbe |
| Jahr                | Ort                 | Einzel            | Sprint            | Verfolgung        | Massenstart       | Männerstaffel      | Mixedstaffel       | S.-M.-Staffel      |
| ------------------- | ------------------- | ----------------- | ----------------- | ----------------- | ----------------- | ------------------ | ------------------ | ------------------ |
| 2015                | Kontiolahti         | –                 | 71.               | –                 | –                 | 8.                 | –                  | nicht ausgetragen  |
| 2016                | Oslo                | 33.               | 85.               | –                 | –                 | 17.                | –                  | nicht ausgetragen  |
| 2017                | Hochfilzen          | –                 | 93.               | –                 | –                 | 18.                | –                  | nicht ausgetragen  |
| 2019                | Östersund           | 55.               | –                 | –                 | –                 | 5.                 | –                  | –                  |
| 2020                | Antholz             | 52.               | 29.               | 25.               | –                 | 5.                 | 23.                | –                  |
| 2021                | Pokljuka            | 41.               | 50.               | 46.               | –                 | 8.                 | –                  | –                  |
| 2023                | Oberhof             | –                 | –                 | –                 | –                 | –                  | 12.                | –                  |

### Nordische Skiweltmeisterschaften
Ergebnisse bei Nordischen Skiweltmeisterschaften:
| Jahr und Ort       | Wettbewerb | Wettbewerb | Wettbewerb | Wettbewerb | Wettbewerb | Wettbewerb | Wettbewerb |
| Jahr und Ort       | 15 km      | Verfolgung | Skiathlon  | 50 km      | Sprint     | Staffel    | Teamsprint |
| ------------------ | ---------- | ---------- | ---------- | ---------- | ---------- | ---------- | ---------- |
| 2011 Oslo          | –          | DNF        | –          | –          | –          | –          | 17.        |
| 2013 Val di Fiemme | –          | –          | –          | –          | 63.        | –          | 24.        |